# En mand kommer hjem
En mand kommer hjem er en dansk film fra 2007, instrueret af Thomas Vinterberg. Blandt de medvirkende er Thomas Bo Larsen, Morten Grunwald, Oliver Møller Knauer, Ronja Mannov Olesen, Karen-Lise Mynster, Ulla Henningsen, Gitte Christensen , Martin Hestbæk og Christopher Læssø.

## Handling
Det er sommer, og vi er ude på landet i en køn, lille provinsby, hvor travlheden nærmest er kaotisk. Alle forbereder sig til fest: Byen fylder 750 år, og den berømte operasanger Karl Kristian Schmidt, der er født og opvokset på egnen, er på vej hjem for at kaste glans over fødebyen med sin optræden. Fra udlandet er en mesterkok tilkaldt for at tilberede det ultimative måltid. Byens fine hotel vil yde sit ypperste for at imponere gæsterne fra udlandet. Der er bannere, flag og baldakiner alle vegne, og mere eller mindre indbudte orkestre stemmer i. Der er pustet liv i de stille gader.
I centrum af dette virvar af galskab og forventninger finder vi Sebastian. En høj og smuk ung mand, og et roligt menneske med klare planer for sit liv: Han skal giftes med den lige så smukke Claudia, der arbejder på byens borgmesterkontor. Kun én ting i Sebastians liv er ikke perfekt: Han stammer. Begyndte det mon, da hans fordrukne og selvoptagede far i sin tid lod sig køre over af et tog? Eller da hans faster efterfølgende trøstede hans mor så godt, at Sebastian endte med at vokse op med to mødre? Han véd i hvert fald med sig selv, at han vil gøre alt for ikke at blive sådan en taber og troløs kunstner som sin far. Sebastian vil passe sit job i hotellets køkken, gifte sig med sin forlovede og finde sig en vej ud i verden.
Men så dukker Maria op. Hun forlod i sin tid byen under lidt uklare omstændigheder, men er nu vendt tilbage til et job som stuepige på hotellet. Deres gamle, betingelsesløse kærlighed blusser op, og i en fuldmoden kornmark finder de sammen, hvorefter alting løber løbsk for Sebastian. Ærlig, som han er, må han gå til bekendelse for en rasende Claudia; hans mor vælger netop dette tidspunkt til at linde på låget til fortiden; og som kronen på værket bryder også hans nyfundne Maria med ham.
Under folkemængdens jubel, og med en hel hær af chauffører og umulige assistenter, ankommer nu omsider den verdensberømte operasanger. En livstræt og utilregnelig mand – og allerede længe helt uden appetit, til kokkens, hoteldirektørens og borgmesterens store fortvivlelse. I hotellets køkkenkælder vokser presset på kokken med det følsomme nervesystem, og højere oppe i huset forlanger verdenssangerens kone uventet en suite for sig selv. 
Nu vil skæbnen imidlertid, at sangeren bliver indviet i Sebastians brud med Claudia og forelskelse i Maria – og det vækker nogle rene følelser til live i den blaserte mand. Han genoplever sin egen ungdom og påtager sig rollen som faderlig mentor for den rådvilde Sebastian, som han vil gøre til en mand! En mand, der kan tale rent og holde på sin elskede. Omsider kan festen begynde, og under den store gallamiddag rasler skeletterne ud af skabene.
En mand er kommet hjem, og intet er længere som før.